# Chêne-Bourg
Chêne-Bourg ist eine politische Gemeinde des Kantons Genf in der Schweiz.

## Geografie
Die Gemeinde befindet sich südlich des Genfersees und am linken Ufer der Seymaz. Das Gemeindegebiet ist östlich von Thônex umschlossen, westlich, am anderen Ufer der Seymaz, liegt Chêne-Bougeries.

Historisches Luftbild von Werner Friedli von 1968

## Geschichte
Der Weiler Chêne ist 1270 als Quercus erwähnt. Bis zum Vertrag von Turin 1754 war Chêne-Bourg Teil von Chêne (heute: Chêne-Bougeries). Danach ging das linke Ufer an Savoyen, während das rechte Ufer beim Kanton Genf blieb und der Ort damit zweigeteilt wurde. Die Gemeinde kam zusammen mit Thônex, dessen Teil sie geworden war, 1792 zu Frankreich und 1816 schliesslich wieder zum Kanton Genf. 1869 wurde Chêne-Bourg nach der Trennung von Thônex eine eigenständige Gemeinde.

## Bevölkerung
| Bevölkerungsentwicklung | Bevölkerungsentwicklung    | Bevölkerungsentwicklung | Bevölkerungsentwicklung | Bevölkerungsentwicklung | Bevölkerungsentwicklung | Bevölkerungsentwicklung | Bevölkerungsentwicklung | Bevölkerungsentwicklung | Bevölkerungsentwicklung |
| ----------------------- | -------------------------- | ----------------------- | ----------------------- | ----------------------- | ----------------------- | ----------------------- | ----------------------- | ----------------------- | ----------------------- |
| Jahr                    | 1850                       | 1900                    | 1950                    | 1980                    | 2000                    | 2010                    | 2012                    | 2014                    | 2017                    |
| Einwohner               | 1375 (als Teil von Thônex) | 1179                    | 2477                    | 5305                    | 7221                    | 8052                    | 8072                    | 8149                    | 8617                    |

## Persönlichkeiten
- Louis Favre (1826–1879, in Chêne-Bourg geboren), Ingenieur, verantwortlich für den Bau des Gotthardtunnels
- Marc Héridier (1840–1919), Jurist und Politiker
- Jules Perréard (1862–1930), Unternehmer und Politiker
- Guglielmo Morisetti (1882–1967), italienischer Radrennfahrer
- René-Auguste Parodi (1914–1989, in Chêne-Bourg geboren), Architekt und Maler